# 吕贝瑟
吕贝瑟是德国梅克伦堡-前波莫瑞州的一个市镇。总面积19.93平方公里，总人口739人，其中男性384人，女性355人（2011年12月31日），人口密度37人/平方公里。